# Aída Bonnelly de Díaz
Aída Bonnelly de Díaz (* 2. Mai 1926 in Santiago de los Caballeros; † 27. Oktober 2013 in Santo Domingo) war eine dominikanische Musikwissenschaftlerin, -kritikerin und -pädagogin.
Bonnelly besuchte bis 1945 die Klavierklasse von Manuela Jiménez und studierte bis 1949 an der Juilliard School of Music. 1955 nahm sie an Kursen von Harry Cox in Paris teil, zwischen 1962 und 1967 in New York an Postgraduiertenkursen der Katholischen Universität von Amerika und Klavierkursen von Emerson Meyers.
Nach ihrer Rückkehr in die Dominikanische Republik gab sie Privatunterricht und unterrichtete am Conservatorio Nacional de Música de Santo Domingo, wo sie von 1955 bis 1961 das Departement für Klavier leitete. Ab 1971 war sie als Musikkritikerin für den Listín Diario und andere Zeitschriften tätig. 1978 wurde sie Kodirektorin des Teatro Nacional, 1979 Leiterin der Musiksektion der Bibliotéca Nacional. Von 1980 bis 1983 und von 1987 bis 1990 war sie künstlerische Leiterin des Teatro Nacional. 
Für ihre musikkritischen und musikwissenschaftlichen Publikationen (u. a. En torno a la música) erhielt sie 1978 den Premio Anual de Didáctica des staatlichen Bildungssekretariats. 1983 wurde sie als Ritterin des Orden de Andrés Bello ausgezeichnet, 1997 erhielt sie den Premio Artes y Letras.